# Pelikan (kristussymbol)

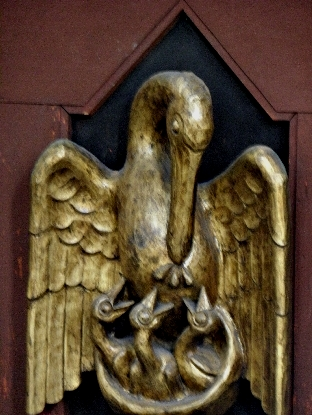
Universitätskirche Marburg, Tyskland.

Pelikanen som pickar sitt bröst och matar sina ungar med sitt blod är en folklig symbol för Kristus och hans försoningsoffer.
Motivet beskrevs första gången på 200-talet i den grekiska handskriften Physiologus som återgav kristna berättelser kring ett flertal djur. Om pelikanen berättades att pelikanungarna vid födseln slår efter föräldrarnas ansikten. Pelikanen nyper då av ungarnas huvuden. På tredje dagen öppnar pelikanen sitt bröst genom att rispa det med näbben och återuppväcker på sätt de döda ungarna till liv.